# Nightingale Island

Tristan da Cunhas flagga

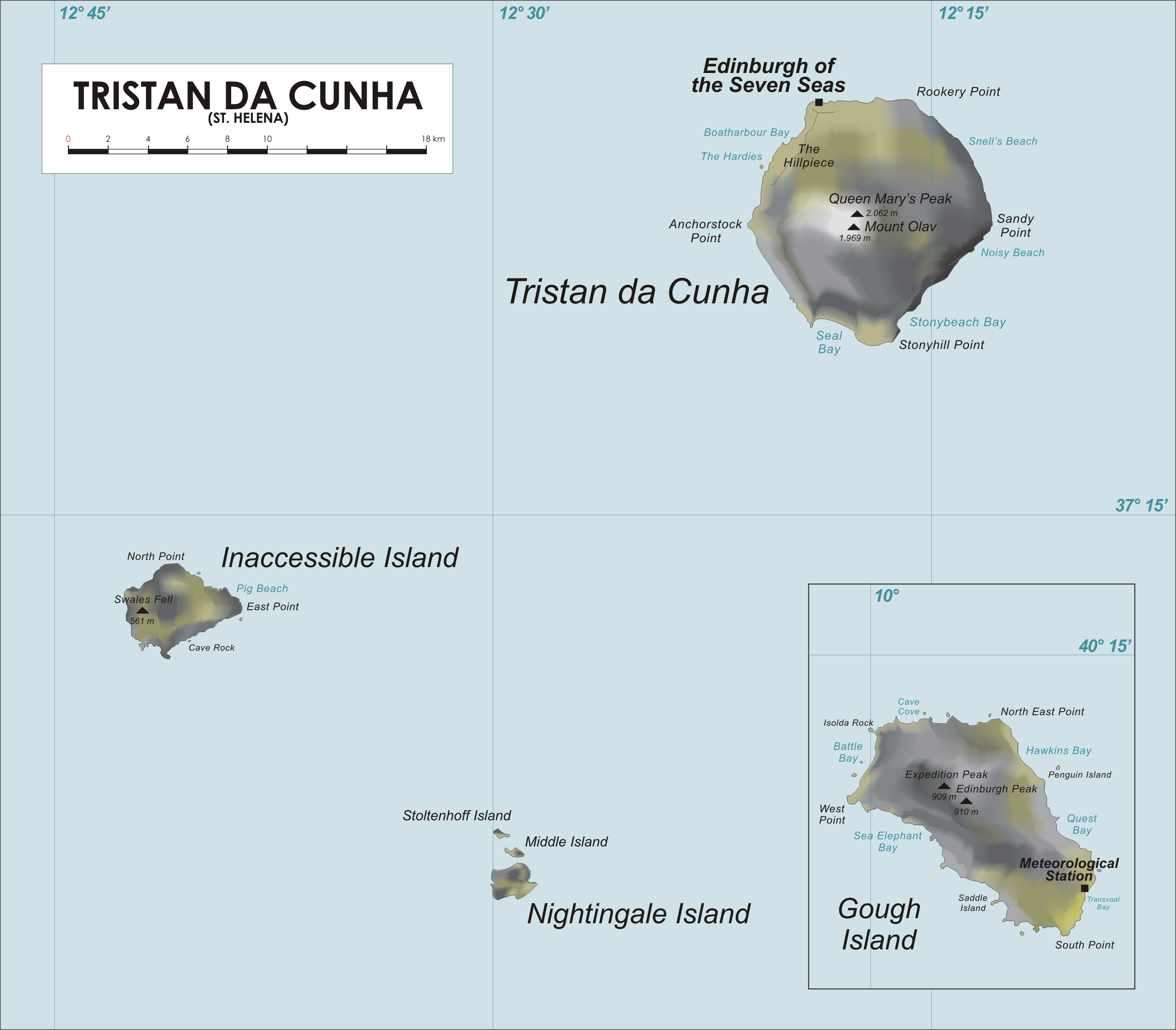
karta över Tristan da Cunha

Nightingale Island tillhör den brittiska ögruppen Tristan da Cunha i södra Atlanten, belägen 2 500 km sydväst om Sankta Helena. Förutom huvudön ingår även de obebodda öarna Middle Island och Stoltenhoff Island. Området tillhör territoriet Sankta Helena, Ascension och Tristan da Cunha, tidigare benämnt Sankta Helena med avhängiga territorier.

## Geografi
Ön är en obebodd vulkanö och har en area av 2,6 km² med en högsta höjd på cirka 300 m. Ön ligger cirka 38 km från huvudön och har ett mycket rikt och varierande fågelliv.

## Historia
Ön upptäcktes maj 1506 av kapten Tristão d'Acunha, Portugal tillsammans med Tristan da Cunha ön och Inaccessible Island och är en brittisk koloni sedan 1816. Ön namngavs efter Gabriel Nightingale som utforskade ön 1760.